# Viktor Razzjivin
Viktor Nikolajevitsj Razzjivin (Russisch: Виктор Николаевич Разживин) (Sint-Petersburg, 3 september 1913 - Sint-Petersburg, 5 mei 1995) was een basketbalspeler en coach die uit kwam voor verschillende teams in de Sovjet-Unie. Hij kreeg de onderscheidingen Meester in de sport van de Sovjet-Unie in 1951 en Geëerde Coach van de Sovjet-Unie in 1956.

## Carrière
Razzjivin begon in 1930 te spelen bij LMZ Leningrad. In 1937 stapt hij over naar GOLIFK Leningrad. Na een jaar verhuisd hij naar Boerevestnik Leningrad. Met Boerevestnik won hij twee keer het Landskampioenschap van de Sovjet-Unie in 1938 en 1940. Na de Tweede Wereldoorlog ging Razzjivin spelen voor SKA Leningrad. In 1961 stopte hij met basketbal.
In 1951 werd Razzjivin hoofdcoach van het vrouwen team van Iskra Leningrad. In 1953 werd hij met Iskra derde om het Landskampioenschap van de Sovjet-Unie. Van 1950 tot 1952 was Razzjivin assistent coach van het mannen team van de Sovjet-Unie onder hoofdcoach Stepan Spandarjan. Ze wonnen één keer goud op het Europees Kampioenschap in 1951. In 1958 werd Razzjivin hoofdcoach van Spartak Leningrad. In 1961 stopte hij.
Razzjivin diende aan het begin van de Grote Vaderlandse Oorlog aan het front met de rang van majoor. Razzjivin kreeg de onderscheidingen Orde van de Rode Ster (Sovjet-Unie), Orde van de Vaderlandse Oorlog, Medaille voor de Gewapende Strijd en de Medaille voor de Overwinning over Duitsland in de Grote Patriottische Oorlog 1941-1945.

## Erelijst speler
- Landskampioen Sovjet-Unie: 2
  - Winnaar: 1938, 1940

## Erelijst coach
- Landskampioen Sovjet-Unie:
  - Derde: 1953
- Europees Kampioenschap: 1
  - Goud: 1951

## Coach
3 Vlasov ·
4 Kolpakov ·
5 Nikitin ·
6 Lõssov  ·
7 Kruus ·
8 Larionov ·
9 Konev ·
10 Korkia ·
11 Kullam ·
13 Moisejev ·
14 Butautas ·
15 Belov ·
19 Lagunavičius ·
Mamontov ·
Coach: Spandarjan
· Assistent-coach: Razzjivin
· Assistent-coach: 